# 劉松年

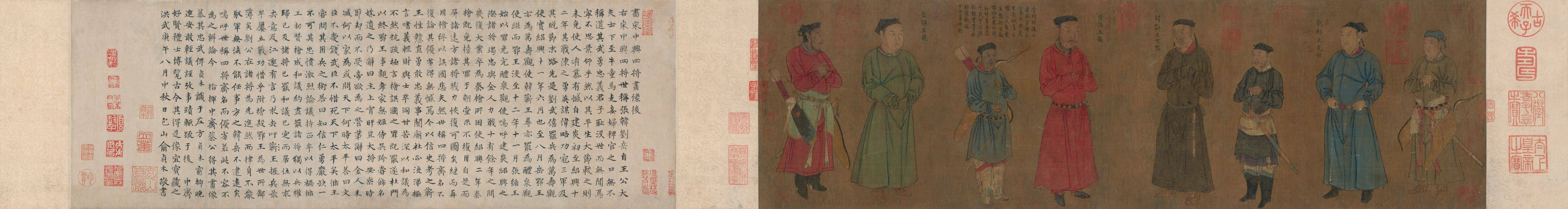
劉松年繪《中興四將岳飛、張俊、韓世忠、劉光世圖》。岳飛為左起第二人。

劉松年（？—約1225年後），自号清波，時人呼之為暗門劉，南宋錢塘（今浙江杭州）人，居暗門（今杭州清波門）。
宋孝宗淳熙初畫院學生，宋光宗紹熙（1190—1194年）年間畫院待詔。師從張敦禮（张训礼），工畫物、山水，笔墨精严、着色妍丽，多写茂林修竹、山明水秀之景，所作屋宇界画工整；兼画人物神情生动、衣褶清劲。宋寧宗（1195—1224年）年間進“耕織圖”稱旨，賜金帶。
后人把他与李唐、马远、夏圭合称为“南宋四家”。傳世作品有《罗汉》、《溪亭客话》、《四景山水》、《醉僧》、《天女獻花》、《攆茶圖》等。
|  |  |